# 6745 Нісіяма
6745 Нісіяма (6745 Nishiyama) — астероїд головного поясу, відкритий 7 травня 1994 року.
Тіссеранів параметр щодо Юпітера — 3,625.
Названо на честь Нісіяма (яп. にしやま(西山) нісіяма)